# Ichneumon citrifrons
Ichneumon citrifrons là một loài tò vò trong họ Ichneumonidae.